# Beatus de Liébana
Pour les articles homonymes, voir Beatus (homonymie).
 (septembre 2023).
- Si vous ne connaissez pas le sujet, laissez ce bandeau (vous pouvez alors contacter les auteurs).
- Si vous supprimez le contenu mis en cause (vous pouvez préalablement contacter les auteurs),

argumentez précisément cette suppression dans la page de discussion
(un manque de référence n'est pas un argument ; une recherche réelle de référence doit avoir été effectuée, être formellement documentée).
Beatus de Liébana appelé aussi San Beato (milieu du VIIIe siècle - 19 février 798) est un moine, théologien et abbé léonais du monastère de Santo Toribio de Liébana dans la région (comarca) de Liébana dans les contreforts des pics d'Europe (Communauté autonome de Cantabrie), auteur d'un Commentaire sur l'Apocalypse.

## Origines
Beatus est un homme de grande culture chrétienne. Sans doute n'est-il pas originaire des monts Cantabriques. Certains historiens[Lesquels ?] pensent qu'il vient plutôt de Tolède, ou même d'Andalousie. Peut-être a-t-il choisi ce monastère de Liébana en raison de la proximité de Covadonga et de Cosgaya (en), lieux que les chrétiens de l'époque considéraient comme miraculeux[Interprétation personnelle ?].
Beatus acquiert rapidement une réputation de haute érudition. Il devient même pendant quelque temps précepteur et confesseur de la fille d'Alphonse Ier, la future reine Audesinde.[réf. nécessaire]

## La querelle de l'adoptianisme
En dehors du Commentaire de l'Apocalypse, Beatus est connu pour être un penseur militant et énergique. Il s'attaque à ceux qui se compromettent avec l'occupant musulman, en commençant par l'archevêque de Tolède, qu'il accuse d'hérésie[réf. nécessaire].
Cette accusation est liée à la querelle de l'adoptianisme, hérésie dont l'un des théoriciens est alors Félix d'Urgell. Ce dernier proclame que le Christ n'est pas le Fils de Dieu, mais a seulement été adopté par lui, thèse en complet désaccord avec celle du concile de Nicée sur la consubstantialité du Père et du Fils.
Élipand, archevêque de Tolède, nommé à cette chaire par les Arabes, se rallie à cette doctrine. Cette hérésie séduisait un Wisigoth nostalgique de l'arianisme comme lui, l'adoptionisme n'étant, dans le fond, qu'un tardif avatar du subordinatianisme.
Le jour où la reine Audesinde prend le voile et prononce ses vœux en présence de toute la cour des Asturies, Élipand va même jusqu'à faire lire une lettre, dans laquelle il déclare qu'il convient d'exterminer tous ceux qui ne verraient pas dans le Christ le fils adoptif de Dieu[réf. nécessaire]. Beatus s'en prend à Élipand sans retenir ses mots. À ce dernier, qui l'appelle « faux prophète » aux « écrits puants », Beatus répond en le traitant de « testicule de l'Antéchrist ». La polémique se poursuit ainsi dans une surenchère de violences verbales et ne s'achèvera que par la mort de Beatus[réf. nécessaire].

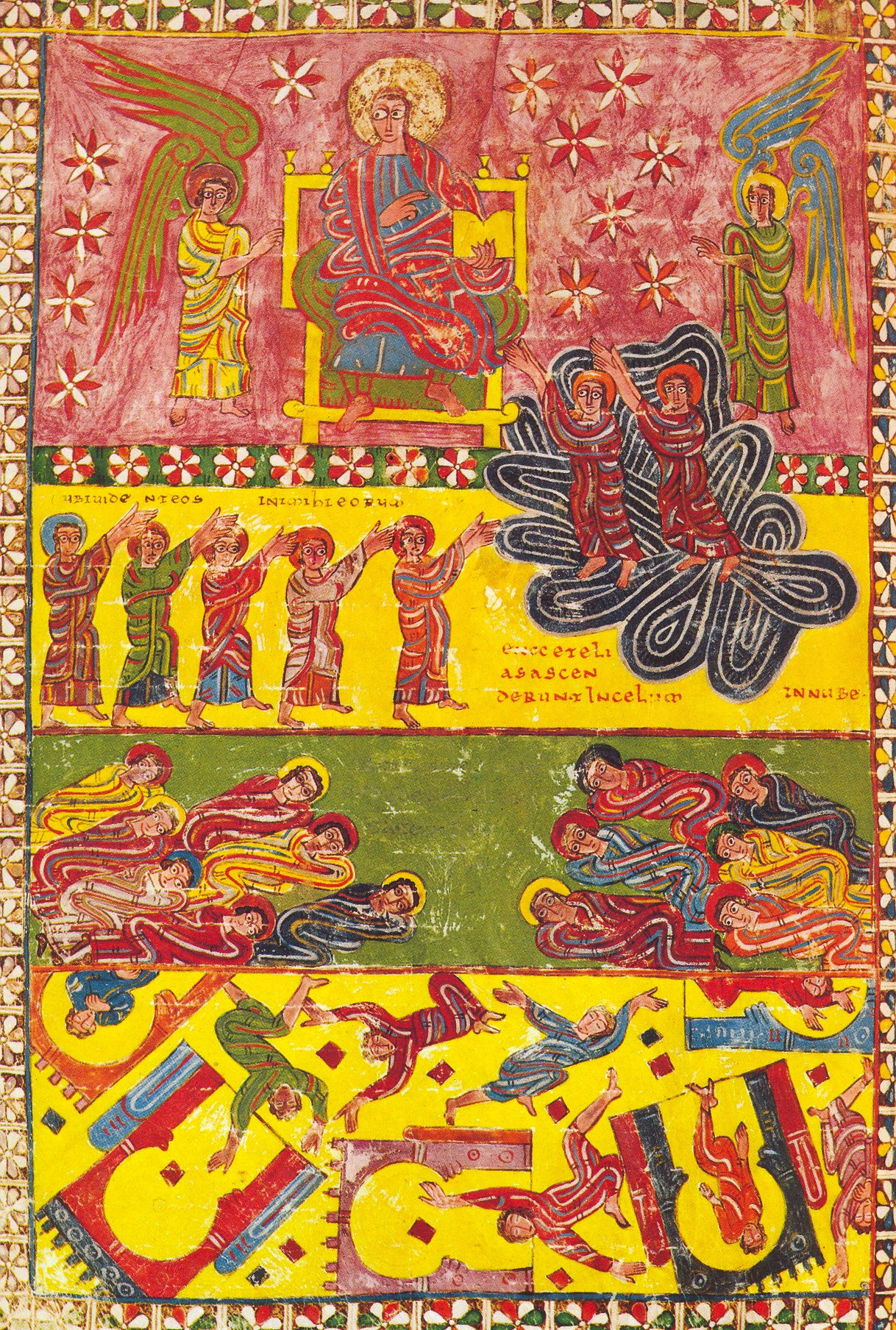
Beatus de Piermont Morgan, f°154v L'Ascension des 2 Témoins.

Mais l'hérésie de l'adoptianisme reprise par Félix a également séduit les occupants musulmans[réf. nécessaire]. Il y a dans ces thèses une remise en question de la nature divine de Jésus qui conduisait à une dévaluation du christianisme. Certains historiens[Lesquels ?] pensent même qu'Elipand se serait fait l'apôtre de l'adoptianisme pour plaire aux autorités arabes.
Dès lors, on comprend[Interprétation personnelle ?] mieux l'importance de l’Apocalypse chez les Chrétiens du Nord-Ouest de l'Espagne, et l'impact du Commentaire qu'en fait un moine fortement impliqué dans la lutte contre les hérésies, le califat et les religieux trop tolérants envers la religion concurrente. L'Apocalypse, que les Ariens refusaient de tenir pour un livre révélé, et qui est centré sur la divinité du Christ, devient, à partir du VIIIe siècle, le texte phare des chrétiens sous domination musulmane[réf. nécessaire]. L'Apocalypse est donc un ouvrage de combat[Interprétation personnelle ?], véritable arme théologique, contre tous ceux qui ne verraient pas dans le Christ une personne divine au même titre que Dieu le Père. Le clergé des Asturies reprend l'injonction du IVe concile de Tolède (633) : sous peine d'excommunication, « L’Apocalypse doit être tenue pour un livre canonique ; elle sera lue à l'Office entre la Pâque et la Pentecôte »[réf. nécessaire]. Une telle obligation ne concernait, de la Bible entière, que ce seul texte.

## Les manuscrits duCommentaire de l'Apocalypse
Beatus composa ce Commentaire de l'Apocalypse, en compilant des textes de Pères de l'Église. Son manuscrit fut recopié une trentaine de fois au Xe siècle et XIe siècle dans des manuscrits richement illustrés.
Les Manuscrits sont composés vers 780.
On appelle d'ailleurs Beatus des manuscrits ibériques[Lesquels ?] des Xe, XIe et XIIe siècles, plus ou moins abondamment enluminés, où sont copiés notamment le Commentaire sur l'Apocalypse rédigé par Beatus de Liébana. Il en subsiste un dont l'origine se situe au nord des Pyrénées, le Beatus de Saint-Sever, daté du milieu du XIe siècle.